# Merano WineFestival

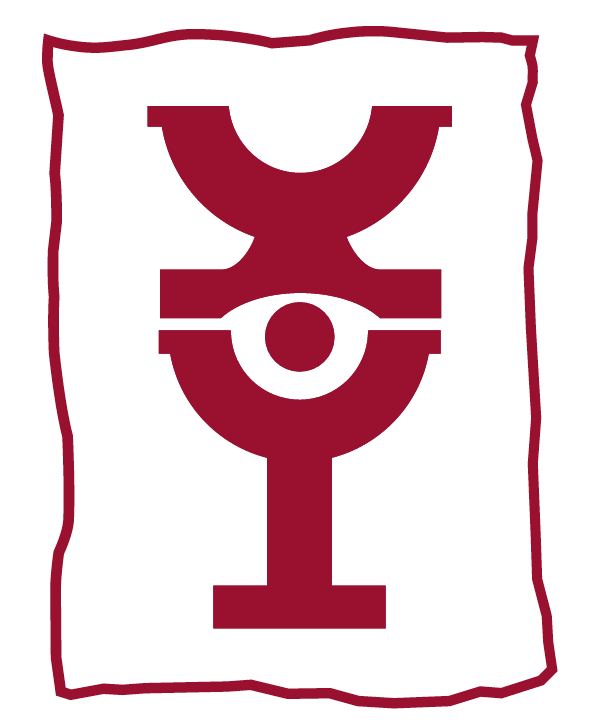
Il logo della manifestazione

Il Merano WineFestival (o brevemente MWF) è una manifestazione enogastronomica internazionale della durata di cinque giorni, che ha luogo ogni anno dal 1992 a Merano in Alto Adige, nella prima metà di novembre. Dal 1993 il festival ha luogo al Kurhaus di Merano.
La manifestazione è una delle principali fiere enogastronomiche d'Italia, assieme al Vinitaly di Verona, al Salone internazionale del gusto di Torino, al Cheese di Bra
Sebbene il settore gastronomico sia ben rappresentato, è il settore enologico a richiamare il maggior numero di visitatori, ospitando le eccellenze della produzione vitivinicola italiana ed internazionale.
Il festival nel 2013 ha raggiunto oltre 6500 visitatori in quattro giornate. Nel 2014 gli espositori presenti sono stati 450, di cui oltre 150 esteri e oltre 100 aziende italiane di alta gastronomia.

## Storia
La prima edizione del Merano WineFestival ideata e organizzata da Helmuth Köcher e Johann Innerhofer con l'aiuto di Othmar Kiem si svolge nel 1992 presso l'Hotel Palace di Merano e vi partecipano 50 produttori mentre l'evento registra oltre 1000 visitatori. L'anno successivo, la sede viene spostata al Kurhaus, edificio storico in stile liberty nel centro della città. A partire dal 1996, in occasione della quinta edizione, viene introdotta la selezione sui produttori: sui banchi d'assaggio possono essere portati solamente i vini che hanno superato le selezioni.
Nel 2003 viene creato il sodalizio con l’Union des grand cru de Bordeaux, che da allora espongono ad ogni edizione del festival.
Nel 2005 nasce bio&dynamica, come manifestazione collaterale del MWF dedicata alla viticoltura biologica, biodinamica e naturale e la sede è situata a Castel Katzenzungen a pochi chilometri da Merano. Nel 2008 l'evento viene spostato al Castel Kallmünz, nel centro di Merano. L'anno successivo bio&dynamica viene integrata al MWF trovando sede al Kurhaus, nella sala del Pavillon des fleurs. Viene inoltre creata BeerPassion.
Nel 2011, in occasione del ventennale del festival vengono proposte le ‘'grandi annate'’: nella giornata di chiusura della manifestazione, alcuni produttori offrono in degustazione le annate più vecchie dei loro vini. Vengono quindi introdotte le degustazioni guidate presso l'Hotel Therme di Merano.
Il Merano WineFestival organizza inoltre eventi fuori sede: dal 2012 Food&Wine Festival (Milano e Roma) in collaborazione con Identità Golose e dal 2004 l'Euro World Tour in diverse capitali europee (nel 2011 Roma).
L'edizione 2014 è stata preceduta dall'evento "Italian Food&Wine festival" a Chicago dal 14 al 16 ottobre. La sua inaugurazione ha visto un nuovo evento esclusivo, Cult2014, una selezione riservata a soli 250 invitati, e la creazione del World Wine Economic Forum, una giornata di dibattito sui temi della sostenibilità del settore vitivinicolo e delle strategie per l'export. Paese ospite d'onore è stata la Romania, mentre si è registrato un calo della presenza francese.

## Organizzazione
Il MWF è stata fra le prime manifestazioni in Italia a imporre una selezione sugli espositori, basandosi sul livello qualitativo dei prodotti. Le selezioni operate sui produttori sono delegate a una serie di commissioni che assaggiano tutti i prodotti proposti dalle aziende vitivinicole che desiderano partecipare (per esempio nel 2011 362 aziende italiane sono state scartate, e solo 290 ammesse). L'area dedicata al vino è divisa in settori in base alle caratteristiche del vino stesso. Oltre all'area dedicata al vino, il festival propone delle sezioni dedicate a diversi campi di interesse del settore alimentare.
Dall'edizione 2013 il Merano WineFestival inaugura Dialogues, un laboratorio di idee e proposte per il mondo del vino costituito da esperti italiani del settore (tra questi Oscar Farinetti, Riccardo Illy, Joe Bastianich, Roberto Cipresso, Attilio Scienza, Paolo Marchi, Ian D'Agata). Dal progetto Dialogues è scaturito il Manifesto2014, una carta di intenti che interroga l'intera filiera produttiva del vino rispetto al rilancio del settore in Italia e nel mondo.
Dal 2020 5 Hats srl, azienda specializzata nel Marketing Territoriale e attività di F&B Management, diventa il partner strategico operativo e porta in co organizzazione negli anni diverse novità come "Itinerari Miscelati" la cocktail and drink competition dedicata alla mixology con il vino e il servizio Buyering&Financial rivolto alla commercializzazione delle aziende premiate dalla guida The WineHunter nei mercati mondiali ed inserendo l'F&B Manager di 5 Hats Fabio Di Pietro nella WH Guide 2022 come referente per la sezione spirits.
Nel 2023 la collaborazione con 5 Hats srl termina. 

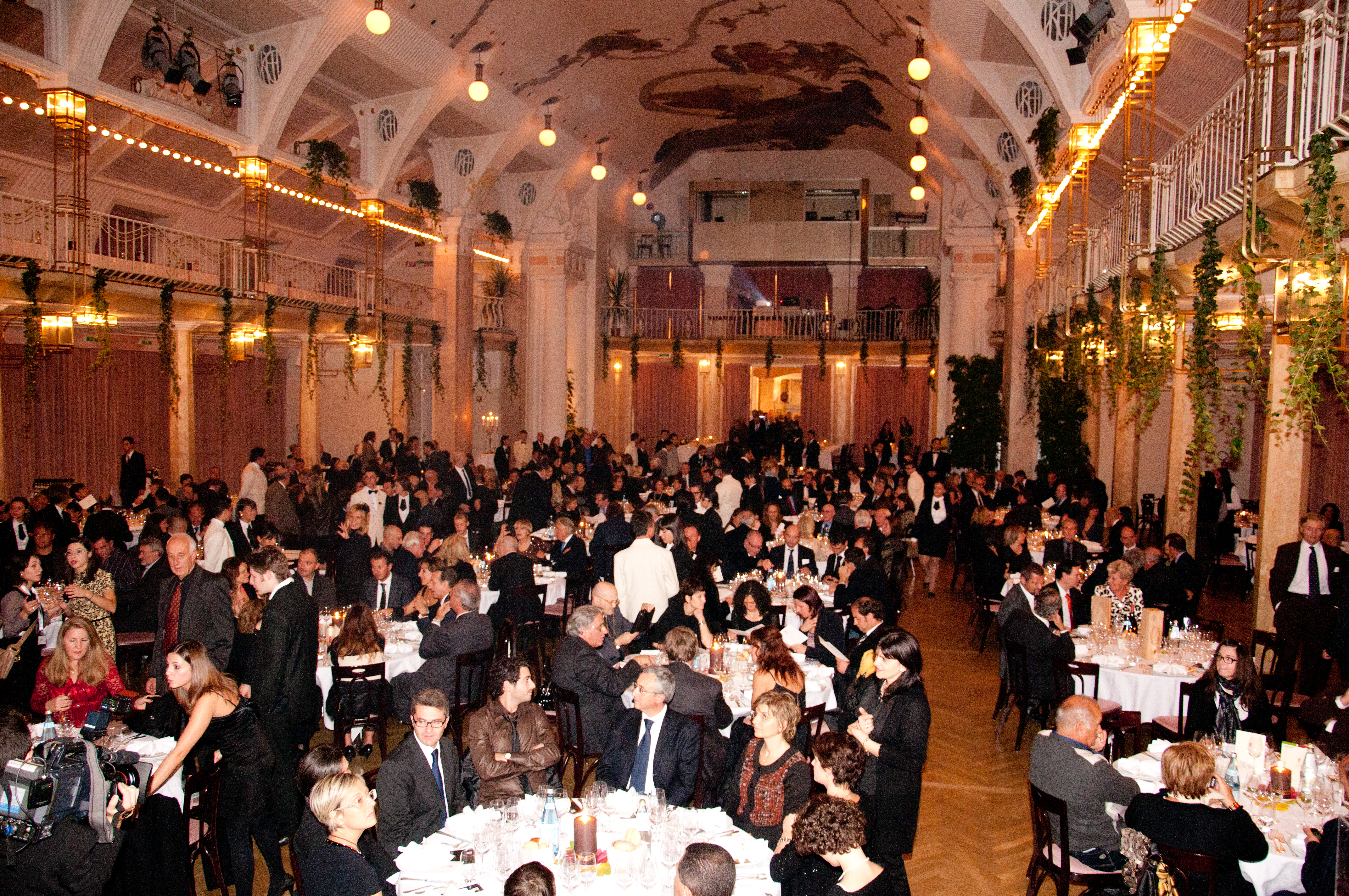
Edizione 2011, il Kurhaus
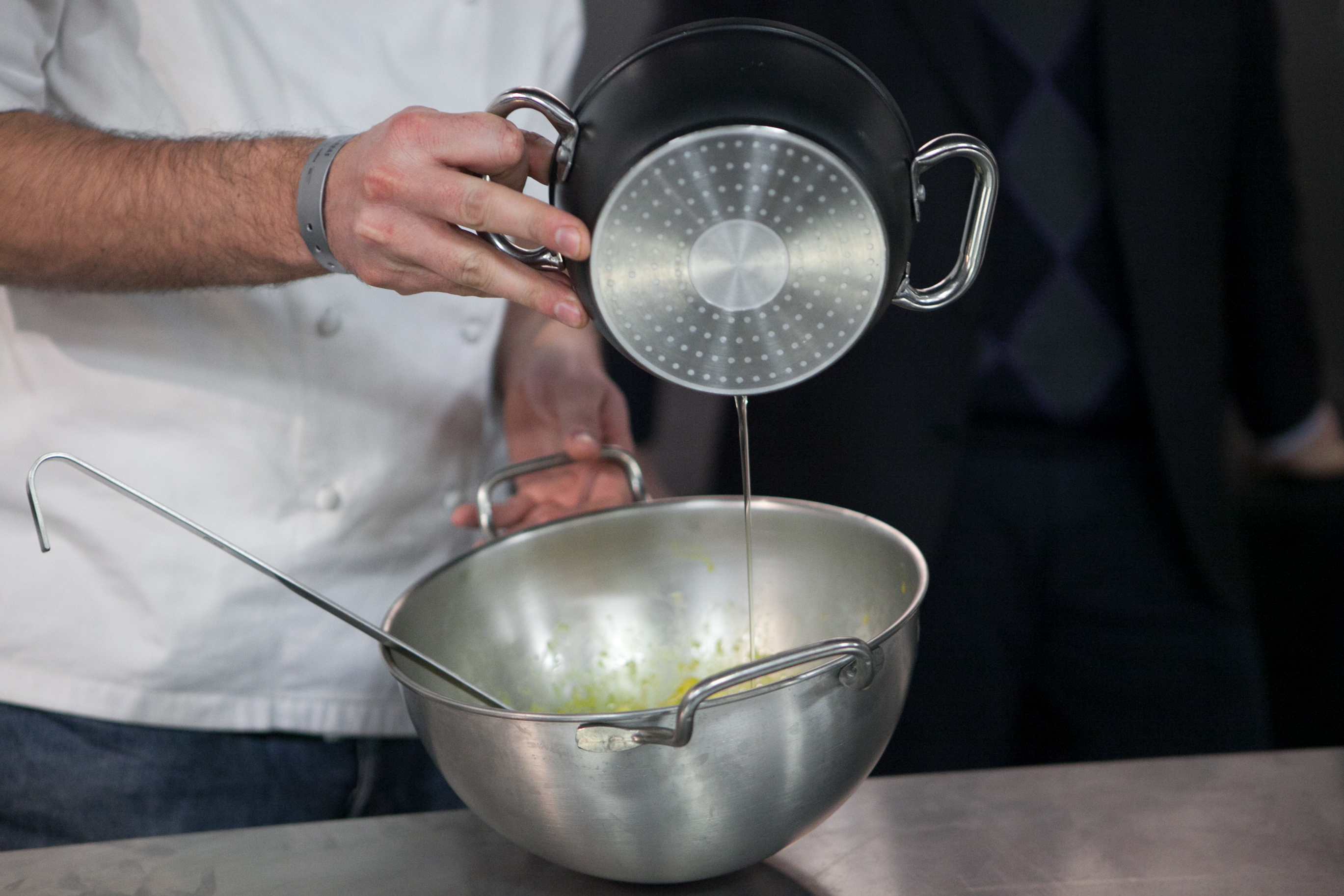
Edizione 2011, un momento di Culinaria, rassegna dedicata ai migliori prodotti alimentari del territorio italiano
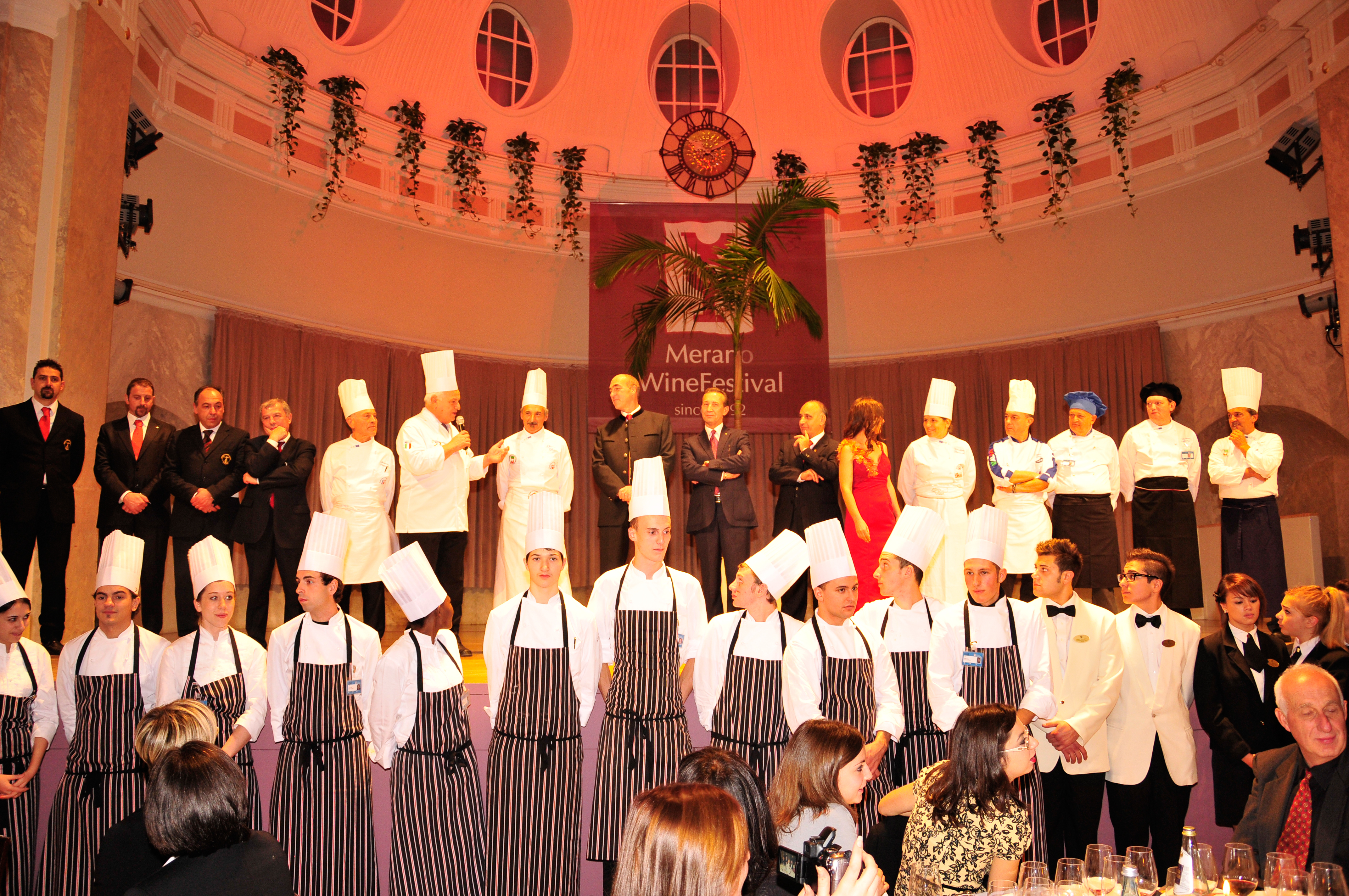
Edizione 2011, Ringraziamento ai cuochi per la cena di gala
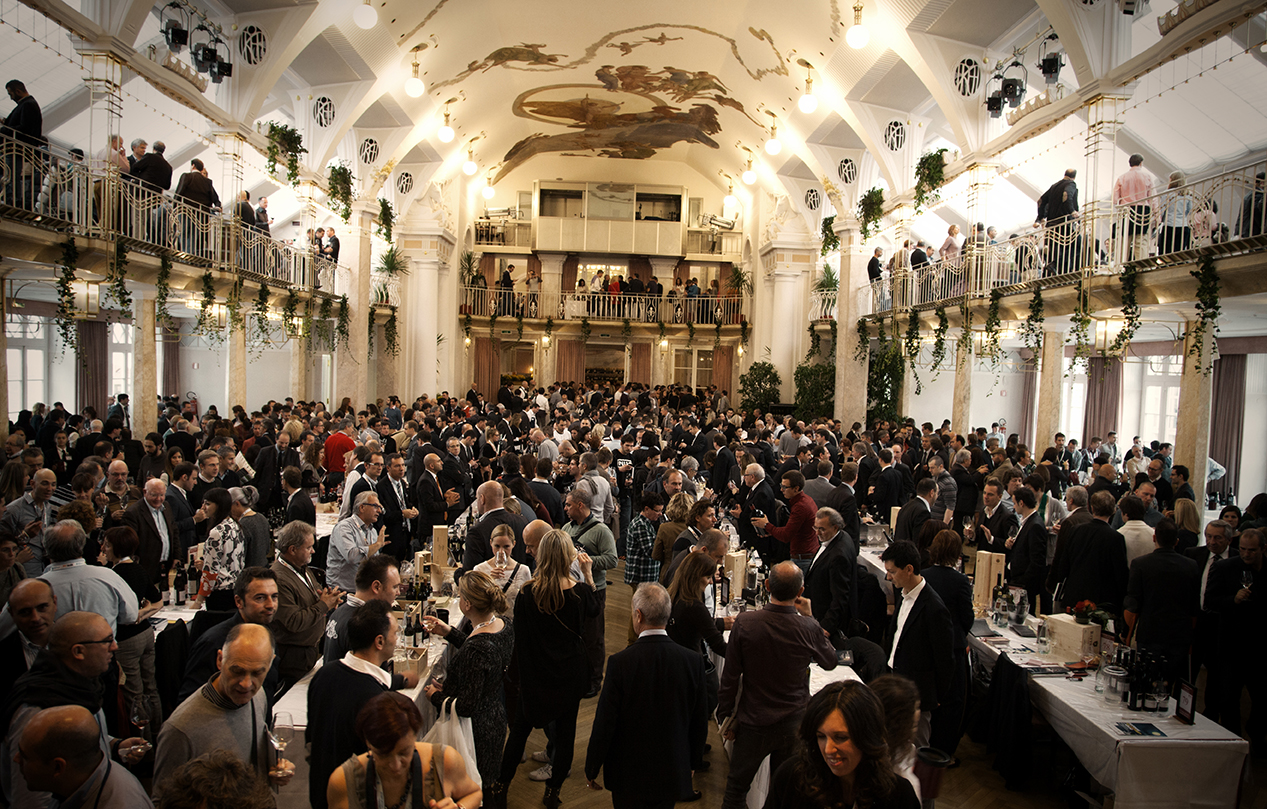
Edizione 2013, il Kurhaus